# برونزبوتل
شهر برونزبوتل در ایالت اشلسویگ-هل‌اشتاین در کشور آلمان واقع شده است.